# Гриб, Иван Евдокимович
Иван Евдокимович Гри́б (4.03.1911—23.01.1987) — командир взвода пулемётной роты гвардейского отдельного учебного батальона 73-й гвардейской стрелковой дивизии 7-й гвардейской армии Степного фронта, гвардии младший лейтенант. Герой Советского Союза.

## Биография
Иван Евдокимович родился 4 марта 1911 года в деревне Новоивановка Белебеевского уезда Уфимской губернии Российской империи (ныне Давлекановского района Республики Башкортостан Российской Федерации) в семье крестьянина. Русский.
В 1929 году окончил Давлекановскую девятилетку с педагогическим уклоном. Затем окончил финансово-экономический институт в Уфе. С 1933 по 1935 годы служил в армии в артдивизионе. Работал главным бухгалтером автобазы в г. Бийск Алтайского края.
7 апреля 1941 года был призван на 2-месячные сборы. С началом Великой Отечественной войны на фронте в звании рядового второго взвода третьей роты строительного батальона.
В 1943 окончил Одесское военное пехотное училище. После окончания училища был направлен в 73-ю гвардейскую Сталинградскую стрелковую дивизию командиром пулемётного отделения учебного батальона. Член КПСС с 1943.
С 1946 капитан Гриб — в отставке. Жил в г. Славянск Донецкой области УССР. Работал диспетчером на заводе.
Скончался 23 января 1987 года. Похоронен на Северном кладбище в г. Славянске.

## Подвиг
Командир взвода пулемётной роты гвардейского отдельного учебного батальона 73-й гвардейской стрелковой дивизии (7-я гвардейская армия, Степной фронт) гвардии младший лейтенант Гриб в числе первых 25 сентября 1943 года под огнём противника переправился через Днепр. Взвод, закрепившись, обеспечил переправу батальона. В бою за с. Бородаевка (Верхнеднепровский район Днепропетровской обл.) взвод в рукопашной схватке уничтожил большое количество немцев.
Звание Героя Советского Союза присвоено 26 октября 1943 года.

## Награды
- Звезда Героя Советского Союза (26.10.1943)[1].
- Орден Ленина.
- Орден Отечественной войны 1 степени (06.04.1985)[2].
- Орден Красной Звезды (08.09.1943)[3].
- Медали.